# Festuca asplundii
Festuca asplundii är en gräsart som beskrevs av Evgenii Borisovich Alexeev. Festuca asplundii ingår i släktet svinglar, och familjen gräs.
Artens utbredningsområde är Ecuador. Inga underarter finns listade i Catalogue of Life.